# Snart skiner Poseidon
"Snart skiner Poseidon" är en låt av Joel Alme, som är fotbollslaget IFK Göteborgs inmarschlåt sedan 2009. Tidigare var lagets inmarschlåt "Heja Blåvitt".
Sången gick upp på Itunes singellistas förstaplats den 7 december 2011. 
Titeln syftar på en Carl Milles-staty av havsguden Poseidon på Götaplatsen i Göteborg. I sången nämns "Änglarna" och "Blåvitt", vilka är smeknamn på laget IFK Göteborg. Sången var från början utan titel, men forum-användaren "WhalleyRanges" förslag "Snart skiner Poseidon" på Supporterklubben Änglarnas webbplats anammades av gemenskapen.
Låten delar melodi med Joel Almes "A Young Summer's Youth" och Hästpojkens låt "Utan personlig insats".